# Nacobbus batatiformis
Nacobbus batatiformis är en rundmaskart. Nacobbus batatiformis ingår i släktet Nacobbus och familjen Pratylenchidae. Inga underarter finns listade i Catalogue of Life.